# Sarutaiá
Sarutaiá là một đô thị ở về phía tây nam bang São Paulo. Đô thị này nằm ở vĩ độ 23º16'23" độ vĩ nam và kinh độ 49º28'49" độ vĩ tây, trên khu vực có độ cao 756 m. Dân số năm 2004 ước tính là 4.106 người. 

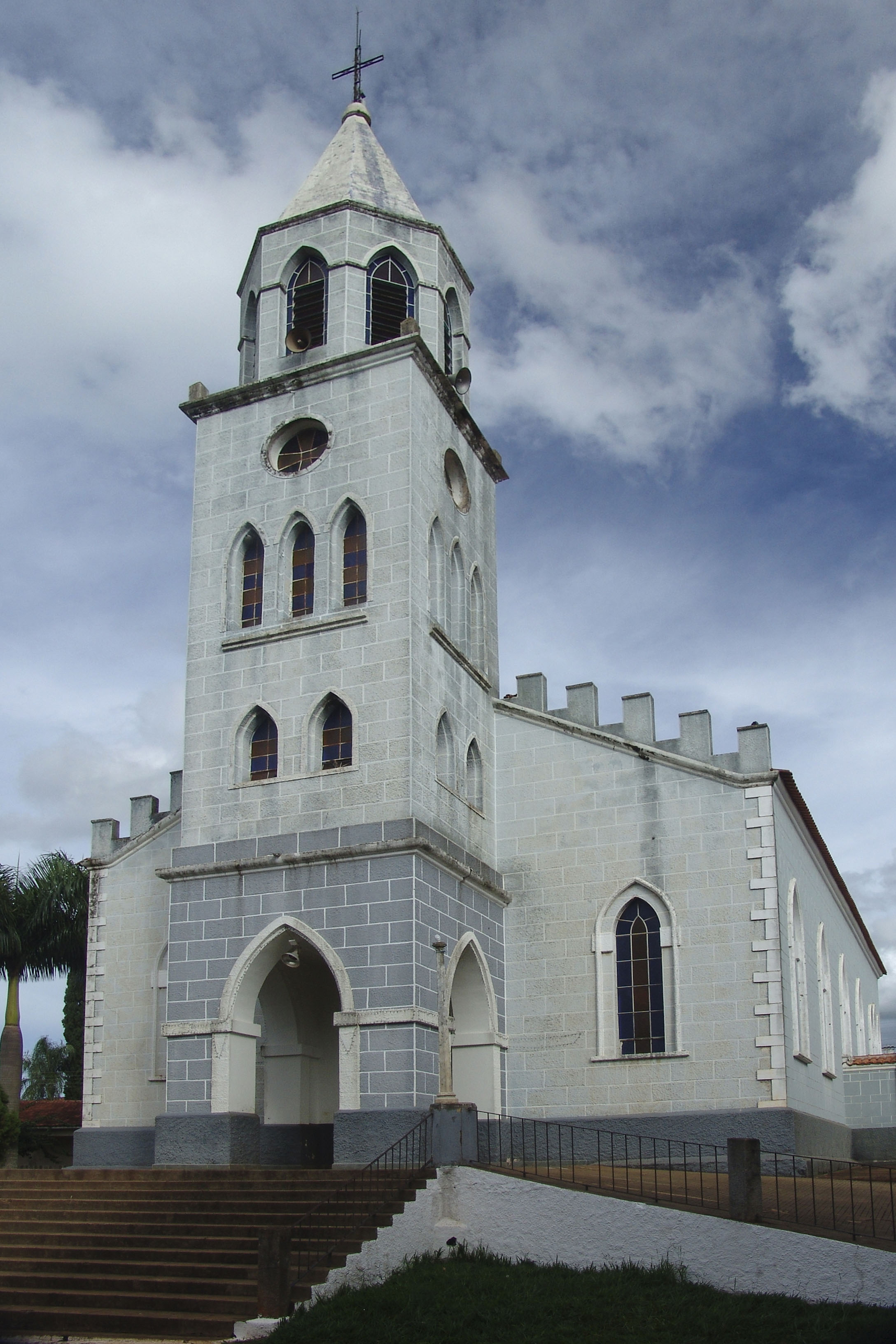
Igreja

## Địa lý
Đô thị này có diện tích 141,511 km².

### Sông ngòi
- Sông Itararé

### Các xa lộ
- SP-287
- SP-303